# ستانلي إي. بوغدان
ستانلي إي. بوغدان (بالإنجليزية: Stanley E. Bogdan)‏ هو شخصية أعمال أمريكي، ولد في 16 ديسمبر 1918، وتوفي في 27 مارس 2011.